# Bačina
Pour les articles homonymes, voir Baćina.
Bačina (en serbe cyrillique : Бачина) est une localité de Serbie située dans la municipalité de Varvarin, district de Rasina. Au recensement de 2011, elle comptait 2 042 habitants.
Bačina est officiellement classée parmi les villages de Serbie. Village proche de Varvarin

## Géographie
Bačina est située aux pieds du mont Juhor, dans la vallée et sur les deux rives de la Kalenićka reka. Le village se caractérise par un peuplement plutôt dense. Il est divisé en quatre parties : Kneževička Bačina et Grabovačka Bačina sur la rivie gauche de la rivière, Banjska Bačina et Donja Bačina sur la rive droite.

## Histoire
L'ancien village se trouvait au sud-est de l'actuelle localité, à l'emplacement du hameau de Grabovac. Il a été transféré à son emplacement actuel il y a environ 230 ans, sans que l'on connaisse la raison de ce déplacement. La légende associe Bačina au souvenir du prince Lazar Hrebeljanović et de son épouse, la princesse Milica, qui aurait apprécié Grabovac pour ses eaux thermales. En revanche, le nom de la localité est mentionné pour la première fois en 1411, dans un document datant du despote serbe Stefan Lazarevic, conservé au monastère de Hilandar. Le nom de Bačina évoque les troupeaux de vaches qui y paissaient. Par le passé, le village a été peuplé par des immigrants venus du Kosovo, mais aussi par des Macédoniens et des populations venues des régions de Sokobanja, de Kruševac, de Ćićevac et de Krivi Vir. 

## Démographie

### Évolution historique de la population
| 1948  | 1953  | 1961  | 1971  | 1981  | 1991  | 2002  | 2011  |
| ----- | ----- | ----- | ----- | ----- | ----- | ----- | ----- |
| 3 343 | 3 465 | 3 292 | 3 165 | 3 022 | 2 812 | 2 381 | 2 042 |

|  |

## Caractéristiques
Bačina possède une école, une poste, un centre médical et divers commerces. Le village abrite également deux églises. Elle possède une équipe de football aussi.